# 佤邦聯合黨
佤邦联合党是缅甸掸邦第二特区的执政党。1988年12月20日，缅甸民族民主联合党秘密成立；1989年4月17日，正式脱离缅甸共产党；同年11月4日，改用现名。《佤邦基本法》规定该党为佤邦的唯一执政党，领导佤邦人民政府。其他党外各界人士则在佤邦人民政治协商会议的框架下参政议政。 现任总书记为鲍有祥。
该党同时也是由缅北各民族地方武装组织及其政党所组成的联邦政治谈判协商委员会(FPNCC)，又称“北方联盟”的领导党，涵盖了80%的少數民族地方武裝（“民地武”），秘书长为党的副总书记鲍有宇。
党的最高机构是全邦代表大会，中央委员会作为党代会闭会期间的核心权力机构，多数职权和日常工作由中央政治局和其常务委员会掌握。
该党在组织架构、意识形态、政治宣传、口号和施政措施上完全模仿中国共产党，并与其联系紧密且关系良好。印度官方指责中国为佤联军提供武器与训练，间接加剧了印度东北部冲突。
该党的基本路线核心是“以经济建设为中心”。短期目标是争取民族区域自治，实现“佤族自治邦”，在缅甸联邦内部获得“邦”的地位。虽然其政权已经事实上不受缅甸军政府控制，但该党持“不搞分裂、不闹独立”的原则。
截至2023年，共有党员1.6万人。

## 历史发展

### 游击队时期
佤邦联合党的创始人赵尼来和鲍有祥分别是1966年在中国共产党帮助下成立的“绍帕游击队”和1967年成立的“昆马游击队”这两个佤族武装的领导人，反抗国民党残部和其他所谓“反动”佤族部落。同时，由于缅甸共产党在1960年代失去位于缅甸中部的根据地，在中共的帮助下，于1968年在缅甸东北部中缅边境重新建立根据地。由中共牵头，让亲华的佤族武装与缅共合作。后来两人于1969年3月加入缅甸共产党，其队伍编入缅甸人民军。

### 缅共时期

中苏交惡時社会主义陣營國家的分裂選邊，黄、紅分别爲中、蘇及雙方支持者，黑色代表中立。由此可见支持东南亚共产党游击队对毛泽东外交政策的重要性。

1976年，毛泽东逝世后，其倡导的、与苏联争夺国际共运领导权的“世界革命”开始缩水。1978年，邓小平上台，在中国实施“韬光养晦”、改革开放的政策，停止中国一切输出革命的对外援助，裁撤在云南省昆明市市郊的东南亚共产党训练营中的中国教官，停止武器和粮食支援，逐渐中止对东南亚各国共产党毛派武装的援助。马来亚共产党、泰国共产党、菲律宾共产党和缅甸共产党开始逐渐衰落。1985年，中国完全停止了对缅共的援助，缅共的根据地越来越小。缅共内部占大多数的佤族、汉族、傣族等中下层干部与占少数的缅族高层之间的矛盾日益凸显，他们认为缅共高层思想僵化，存在主观主义、教条主义以及大缅族主义，对此感到不满。缅共中央候补委员、缅甸人民军中部军区副司令员鲍有祥和缅共中央候补委员、北佤县长兼12旅旅长赵尼来开始组织一个以佤族军官为主的小团体，密谋将来的出路，于1988年12月20日勐冒县筹建“缅甸民族民主联合党”，成为日后佤邦联合党的雏形。

### 脱离缅共
1989年3月11日，缅甸人民军东北军区司令员彭家声率先发起兵变，成立果敢特区。4月11日，鲍有祥和赵尼来因抗拒中央下达的镇压彭家声的命令，率领第5旅、第12旅起义，4月17日，在罗常保率领的中央警卫旅的内应下，占领了缅共总部邦康，将德钦巴登顶、也波晋孟等缅共中央领导遣送到中国云南省孟连县（德钦巴登顶拒绝了起义者推举其为缅甸民族民主联合党主席的请求）。中部军区司令员、原中国汉族知青李自如也拥戴赵、鲍为首的兵变。4月19日，林明贤领导的815军区也宣布脱离缅共，原部队后改组成掸邦东部民族民主同盟军。同日，赵尼来、鲍有祥、肖明亮、赵明、李自如等人召开会议，公开组建缅甸民族民主联合党临时中央委员会，下属武装部队命名为缅甸民族民主联合军。夺取缅共中央的领导权后，联合党放弃了无产阶级国际主义和阶级斗争的意识形态，以“和平发展”为新的路线。
|                                  | 一九八九年四月十七日，佤邦脱离缅共后，清除了左的教条主义错误思想，建立了民主政权，实行对外开放的和平建设与发展经济战略。 |
| ————《佤邦人民政治协商会议章程》 | |

5月18日，佤邦与缅甸军政府达成停火协议，成立“缅甸掸邦第二特区”。10月，鲍有祥以起义部队和自愿留下的缅甸共产党人民军部队为基础，收编了十几家原先的反共主义敌对佤族部族武装以及佤民族组织的佤民族军，将缅甸民族民主联合军改名为佤邦联合军。
1989年11月4日，缅甸民族民主联合党改名为佤邦联合党。11月30日，与其他脱离缅共的武装组织共同成立缅甸和平民主阵线。

### “和平建设”时期

#### 初期建设
1990年开始，佤邦制定第一个五年计划。

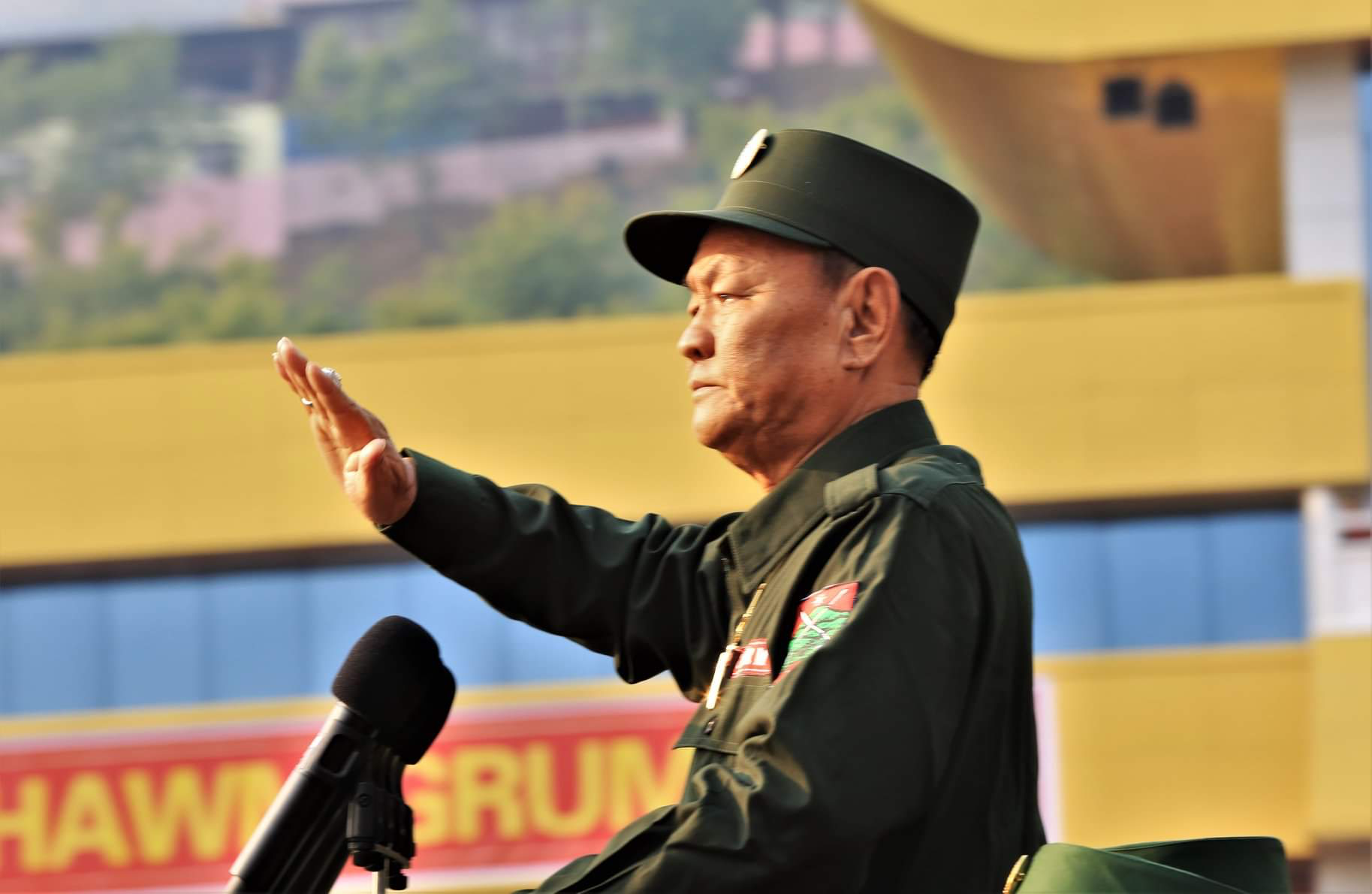
2019年4月17日，在“和平建设暨建军三十周年庆祝活动”上检阅佤联军的鲍有祥。

1990年8月26日，佤邦联合党发布《佤邦对禁种根除大烟的策略与措施》文件。
1991年6月11日，发布《禁毒通令》。
1992年4月18至21日，于勐冒召开第一届全邦政协会议，于4月20日成立佤邦政治协商委员会。
1992年12月20日，佤邦联合党在邦康召开了第一次党代表大会。通过了党的纲领和章程。选举赵尼来、鲍有祥、李自如、赵明、肖明亮为党中央政治局常务委员，选举赵尼来为第一任总书记，赵明、肖明亮为副总书记。
1993年初，介入果敢内战，帮助杨茂良。
1994年，向缅甸政府递交《关于组建佤邦政府的报告》。
1995年5月11日，组建佤邦人民政府，建立起多个政府部门，成立佤邦司法委员会。
1996年，在赵尼来因1995年3月患脑血栓隐退后，鲍有祥接任为第二任总书记。
2009年9月8日，第一任总书记赵尼来于云南澜沧逝世。

#### 果敢军事冲突后
2009年果敢军事冲突后，与缅政府的关系一度紧张。缅军曾部署军队向佤邦进发。
2009年底，党员发展至8000多人。
2010年8月20日，佤邦联合党与缅甸政府达成和解，依据协议，缅控区的户板和迈芒这两个佤族地区与佤联军控制区“合并”，称佤自治州，首府户板。缅甸政府除了户板与迈芒外，无法实质统治自治州的其他地区，佤邦当局不使用这一名称。缅甸政府在缅控佤族地区支持佤民主党和佤民族团结党。
2018年1月，召开佤邦联合党中央扩大会议，共有287名代表出席。会议上，鲍有祥总书记的任期被确立为终身制。该年党员发展至1.3万人。
2020年，作为开始制定五年计划的第三十个年头，既是“七五规划”的第一年，也被佤邦联合党中央确立为“下一个三十年”规划的开局之年。

#### 2021缅甸政变后
2021年缅甸军事政变后，佤邦联合党在3月召开一系列会议，对多个党、政、军、邦企要职进行调整，并将炮团升格为炮旅。佤邦聯合黨現不承認敏昂萊政府。

## 名称标识
佤邦联合党党旗的设计灵感来自中华人民共和国国旗，采用红色背景来象征革命；用黄色线条构建一个大星，象征着党中央；下面排列着四个交叉的黄线菱形，象征着各民族儿女拥护着党。黄色标志象征光明，也意味着佤邦联合党代表佤邦的人民群众和其利益。《佤邦联合党章程》提到：“佤邦联合党的党徽党旗是佤邦联合党的象征和标志。党的各级组织和每一个党员都要维护党徽党旗的尊严。”

## 领导制度

### 政治体制
佤邦联合党创建之初以中国共产党为榜样，采取了中共的组织模式，接纳了列宁主义的领导体制，在政治体制建设方面基本上采纳斯大林主义，建立了党中央对佤邦的一元化领导制度。佤邦各级人民政府、佤联军各级指战单位均有党委会。中央委员会下设各级党委，党的基层组织是党支部。由《干部管理条例》来选拔普通干部。
在佤邦内部，联合党複製了党领导的多党合作和政治协商制度，在党领导下与党外人士、民族宗教界、工商界合作和协商，组成统一战线。联合党将这一协商过程制度化而成立佤邦政治协商委员会，要求所有统一战线成员支持佤邦的革命道路，并支持接受党的领导。这使得政治协商会议只是建议机构，实际并无任何权限，有关讨论内容也都是受到联合党所监督。
在缅北地区，佤邦联合党领导着由缅北7家民族地方武装组织及其政党所组成的联邦政治谈判协商委员会（FPNCC）。

### 民主集中制
|                      | 佤邦联合党是由缅甸第二特区（佤邦）各族人民的优秀儿女组成的先锋队组织，是领导缅甸第二特区（佤邦）革命运动、人民团体、武装部队、人民政权的核心力量。党的组织原则是民主集中制。 |
| ——《佤邦联合党党章》 | |

### 集体领导
佤邦联合党中央政治局常务委员会全体成员处于平等地位。

## 组织机构

### 党中央
2024年6月调整后，佤邦联合党有8位中央政治局常委，6位中央政治局委员，12名中央委员以及19名中央候补委员。新一代领导成员去中国接受全面政治经济培训。
佤邦联合党中央委员会，简称联合党中央，在党内和佤邦境内也简称党中央或中央，是佤邦联合党全邦代表大会产生的佤邦联合党最高权力机关。
人员主要包括党和政府领导人；中央直属机构主要负责人；佤邦人民政府正部级主要负责人；佤邦人民政治协商会议主要负责人；佤邦司法委员会主要负责人；佤邦联合军主要领导；各县、特区、经济开发区党委书记及县长/区长；各人民团体主要负责人等。

#### 中央政治局常委
2024年6月调整后，中央政治局常委有8人：
- 鲍有祥：总书记、人民政府主席、佤联军总司令
- 赵忠丹：佤联军副总司令、总参谋长
- 魏学刚：化名“吴兴文”，171军区司令
- 赵国安：人民政府副主席兼对外关系部部长
- 鲍有良：人民政府副主席兼财政部部长
- 罗亚库：人民政府副主席，分管地方工作。曾任农林水利部部长
- 鲍艾康：副总书记兼468旅旅长
- 鲍军峰：副总参谋长兼318旅旅长。曾任财政部常务副部长

中央政治局实行领导轮班制，鲍有祥因健康原因不再参加日常工作，但仍负责监督重大决定。

#### 中央政治局委员
2024年6月调整后，中央政治局委员有6人：
- 赵岩纳来：政工部部长，赵尼来长子
- 鲍三木惹：佤联军总参谋部副总参谋长
- 肖赛保：建设部长
- 田三木荣：南部171军区政委兼778旅旅长
- 李岩星：佤邦司法委书记，李自如长子
- 鲍军龙：485旅旅长

#### 中央委员
2024年6月调整后，中央委员有12人：
- 鲍三嘎：佤邦军政干校校长、佤邦民族民主青年团团工委副书记。
- 鲍俄水：佤邦军政干校常务副校长
- 李赛茸：富邦县委书记
- 岩满：
- 李天宝：南部171军区参谋长
- 贺平：中央办公厅主任，曾任鲍有祥秘书
- 赵岩道：佤邦政治协商委员会主席
- 赵晓虎：468旅政委
- 赵岩伍：418旅政委
- 赵岩嘎：485旅政委
- 陈尼林：勐能县委书记
- 赵亚飞：618旅政委

#### 中央候补委员
2024年6月调整后，中央候补委员有：
- 岩松：一战区指挥官兼171军区常委
- 沈岩唐：
- 赵尼坤：618旅旅长
- 李岩书：农林水利部部长
- 鲍岩嘎：建设部常务副部长
- 毛子荣：中央办公厅副主任
- 李国平：佤联军总参谋部副总参谋长
- 李散嘎：南部171军区司令部副参谋长
- 郭勇：南部地区管委会副主任
- 肖建红：南部171军区办公室主任
- 鲍尼果：南部171军区248旅旅长
- 魏赛莱：南部171军区518旅旅长
- 李辉平：南部171军区772旅政委
- 鲍岩门：南部171军区772旅旅长
- 杨正（桑当）：南部171军区775旅政委
- 沈建华：南部171军区775旅旅长
- 张正云：南部171军区778旅政委
- 赵尼太：418旅旅长
- 鲍岩尚：318旅政委

#### 已故或卸任的政治局常委
赵尼来（原总书记、政协主席）、李自如（原人民政府第一副主席）、赵明（原副总书记）、赵文光（原人民政府副主席）、岩伦（原副总司令）、肖明亮（原人民政府副主席）、鲍有宇（原副总书记）、魏学云（原171军区第一副司令）

#### 派系
- 鲍家

佤邦已经逐渐形成鲍家的家族统治。除鲍有祥的兄弟担任政治局常委外，其儿子鲍岩康，侄子鲍岩板、鲍赛平、鲍岩荣、鲍三改、鲍军翔、鲍军峰、鲍军龙也均担任军政要职。
- 魏家

1980年代，具有反共、国民党军队、贩毒背景的魏氏家族因与佤联军合作，共同围剿坤沙有功，在南佤成为一方势力。名义上听命于联合党中央，但并无缅共革命、亲中共背景，属权宜式政治婚姻。
魏家虽有中央政治局常委“配额”，但并不参与邦康日常的党政工作。
2020年11月12日19点45分，佤邦联合党原中央委员会委员、171军区司令员魏学龙逝世，享年85岁。
- 知青

文化大革命期间，曾有上万名知青加入缅甸共产党，至今在佤邦仍有相当大的影响力，肖明亮、赵忠丹、赵国安三个中央常委，已故的原佤联军总参谋长李自如，都是原中国知青。

### 党员
申请加入佤邦联合党者年龄必须为满18周岁的佤邦公民，须有2名介绍人，且需当1年预备党员。成员在入党前一般是佤邦民族民主青年团的团员。高学历者、军队干部优先入党。党员需要积极参加组织生活，按时缴纳党费。截至2018年，共有党员1.3万人，2023年发展到1.6万。

### 先锋组织
佤邦少年先锋队，简称“佤邦少先队”、“少先队”，是佤邦联合党的先锋组织，是佤邦民族民主青年团受权领导的群众性儿童组织。

### 妇女组织
佤邦妇女协会，主席陈依二。

### 党校
佤邦中央军政干校是佤邦联合党的党校。开设大专班。校长为鲍三嘎。

### 党产
佤邦替代开发股份有限公司（替代种植的经济作物包括橡胶、甘蔗、橘子、茶叶等）、佤邦松普电力公司、佤邦电讯网络股份有限公司、邦康药业进出口有限公司、佤邦邦康卷烟厂、昆明佤邦文化传播有限公司等邦营企业。

### 宣传机构

#### 中央
佤邦传媒由佤邦新闻局指导，现任局长为叶嘎。旗下媒体有佤邦电视台（WSTV）、佤邦有线电视公司、《今日佤邦》杂志、《佤邦新闻报》、佤邦电台FM，以及新媒体平台。
佤邦新闻局的官方微信公众号为“佤邦富强之音”，以汉、佤、傣三语推送每日新闻视频，主要以汉语发布重要通知公告。

#### 地方
地方媒体除主要转载佤邦新闻局的新闻外，也能独立采编新闻。与果敢相邻，汉族聚居、教育水平更高的南邓特区有一家“佤邦南邓新闻工作室”，播送南邓新闻（Nam Teek Dee Plehloh）。勐冒县有一家勐冒电视台（Grawng Kaing Meung Mau / MMTV），播送当地新闻。

## 意识形态
伦敦政治经济学院学者 Hans Steinmüller 称佤邦属于毛派的军国体制（Maoist Militarism）和“中国式资本主义”(Chinese Capitalism)。
泰国《曼谷邮报》、卡塔尔半岛电视台等媒体将佤邦的政体称为“共产主义”。
由于佤邦联合党在第一版党纲、党章中刻意模糊化其意识形态，采取实用主义的描写，而佤邦新闻局等第一手文献提供者并没有在其平台给出2018年版中央扩大会议后新制定的党纲、党章，因此难以证实其是否在名义上信奉毛泽东思想与共产主义。

### 对宗教的态度
佤邦联合党奉行辩证唯物主义和历史唯物主义。
佤邦奉行“宗教信仰自由”的原则，佤邦联合党规定各个宗教的神职人员必须是佤邦公民，任免由地方政府报告政协，再由政协报告党中央批准。1989年之前的宗教场所予以保留，1992年后经中央审批建造的要维护，但不允许建造新教堂和发展新信徒，坚决取缔未经中央批准的宗教建筑。
2018年9月底起，佤邦联合党称“部分极端分子导致当地民族之间的关系不稳定”，关闭52所、毁坏5所教堂，抓捕90多名基督教领导。

## 对外关系

### 中国
中国与佤邦联合党进行交流对接的负责人是中国外交部亚洲事务特使孙国祥。
2017年1月17日，孙国祥到访佤邦，受到鲍有祥、肖明亮、赵忠丹、鲍有宇、赵国安、鲍有良等中央常委的高规格接待。
2019年4月17日，孙国祥参加了佤邦和平建设三十周年庆典。
2020年1月5日，孙国祥再次到访。
2021年6月30日，佤邦联合党中央委员会向中国共产党云南省委发贺电，祝贺中共成立100周年。

### 缅甸
2020年5月19日，佤邦联合党与缅军东北军区司令昂梭埃将军举行座谈会。
2020年11月16日，鲍有祥向缅甸全国民主联盟发去贺信，祝贺他们在2020年缅甸议会选举中获胜。

### 兄弟组织
缅甸民族正义党（缅甸民族民主同盟军）
崩龙邦解放阵线（德昂民族解放军）
若开民族联盟（若开军）
克钦独立组织（克钦独立军）
和平与团结委员会（掸邦东部民族民主同盟军）
掸邦进步党（北掸邦军）

### 缅控区佤族政党
2015年9月4日，肖明亮在首府邦康会见佤民族团结党主席菲力撒一行。菲力撒通报了巩发党内部的人事变动，提出了共同保护缅控区佤族古迹的建议，以及协助其参加2015年缅甸议会选举的请求。

## 争议
佤邦联合党并不设置纪律检查委员会，无法有效监管党员的违纪违法行为。实际上，党内已经形成了裙带资本主义、家族政治等腐败氛围。
佤邦新闻局播送的《佤邦新闻》中，给与鲍有祥肖像并列悬挂的赵尼来肖像打上马赛克，原因不明。
与中国共产党不同，佤邦联合党以“振兴旅游业”为由，允许在佤邦境内开设赌场，以及性工作合法化，政府给性工作者颁发健康证和许可证。
在佤邦，通过“高薪职业”骗外籍人士来佤邦，强迫他们从事赌博、卖淫的案件时有发生。“这里是缅甸北部”成为中国大陆的网络迷因。

## 相册
- 佤邦联合党总书记鲍有祥
- 佤邦联合军女兵
- 佤邦联合军战士与军车